# Sierra Madre Villa (Metro de Los Ángeles)
Sierra Madre Villa es una estación en la línea A del Metro de Los Ángeles y es administrada por la Autoridad de Transporte Metropolitano del Condado de Los Ángeles. La estación se encuentra localizada en Pasadena, California.

## Servicios
- Metro Local: 177, 181, 264, 266, 268
- Metro Express: 487
- Foothill Transit: 187
- Pasadena ARTS: 31, 32, 40, 60
- City of Sierra Madre City Shuttle
- City of Arcadia Shuttle
- Round-a-Bout Shuttle